# Bulbophyllum acutiflorum
Bulbophyllum acutiflorum är en orkidéart som beskrevs av Achille Richard. Bulbophyllum acutiflorum ingår i släktet Bulbophyllum och familjen orkidéer. Inga underarter finns listade i Catalogue of Life.